# Lepidosaphes malicola
Lepidosaphes malicola är en insektsart som beskrevs av Borchsenius 1947. Lepidosaphes malicola ingår i släktet Lepidosaphes och familjen pansarsköldlöss. Inga underarter finns listade i Catalogue of Life.